# Chrysotoxum volaticum
Chrysotoxum volaticum är en tvåvingeart som beskrevs av Seguy 1961. Chrysotoxum volaticum ingår i släktet getingblomflugor, och familjen blomflugor. Inga underarter finns listade i Catalogue of Life.